# Cinguloterebra
Cinguloterebra là một chi ốc biển, là động vật thân mềm chân bụng sống ở biển trong họ Terebridae, họ ốc dài.

## Các loài
Các loài thuộc chi Cinguloterebra bao gồm:
- Cinguloterebra adamsii (E.A. Smith, 1873)[3]
- Cinguloterebra anilis (Röding, 1798)[4]
- Cinguloterebra boucheti (Bratcher, 1981)[5]
- Cinguloterebra caddeyi (Bratcher & Cernohorsky, 1982)[6]
- Cinguloterebra commaculata (Gmelin, 1791)[7]
- Cinguloterebra connelli (Bratcher & Cernohorsky, 1985)[8]
- Cinguloterebra cumingii (Deshayes, 1857)[9]
- Cinguloterebra elliscrossi (Bratcher, 1979)[10]
- Cinguloterebra evelynae (Clench & Aguayo, 1939)[11]
- Cinguloterebra eximia (Deshayes, 1859)[12]
- Cinguloterebra fernandae (Aubry, 1991)[13]
- Cinguloterebra floridana (Dall, 1889)[14]
- Cinguloterebra fujitai (Kuroda & Habe, 1952)[15]
- Cinguloterebra guineensis (Bouchet, 1982)[16]
- Cinguloterebra hoaraui (Drivas & Jay, 1998)[17]
- Cinguloterebra insalli (Bratcher & Burch, 1976)[18]
- Cinguloterebra jenningsi (Burch, 1965)[19]
- Cinguloterebra lima (Deshayes, 1857)[20]
- Cinguloterebra mamillata (Watson, 1886)[21]
- Cinguloterebra mariesi (E.A. Smith, 1880)[22]
- Cinguloterebra marrowae (Bratcher & Cernohorsky, 1982)[23]
- Cinguloterebra neglecta Poppe, Tagaro & Terryn, 2009[24]
- Cinguloterebra pretiosa (Reeve, 1842)[25]
- Cinguloterebra punctum Poppe, Tagaro & Terryn, 2009[26]
- Cinguloterebra raybaudi (Aubry, 1993)[27]
- Cinguloterebra russetae (Garrard, 1976)[28]
- Cinguloterebra salisburyi (Drivas & Jay, 1998)[29]
- Cinguloterebra stearnsii (Pilsbry, 1891)[30]
- Cinguloterebra triseriata (Gray, 1824)[31]
- Cinguloterebra vicdani Kosuge, 1981[32]
- Cinguloterebra waikikiensis Pilsbry, 1921[33]